# Tierra sedienta
Tierra sedienta és una pel·lícula del gènere dramàtic rodada en 1945 i dirigida per Rafael Gil Álvarez. Els decorats foren dissenyats per Pierre Schild.

## Argument
Un veterà de la guerra civil espanyola torna a casa per retrobar la seva promesa, però aquesta no l'ha esperat i s'ha casat amb un enginyer, qui està dissenyant un embassament que negarà el seu poble.

## Repartiment
- Irene Caba Alba
- Ana María Campoy
- Ángel de Andrés
- Mary Delgado
- Juan Domenech
- Félix Fernández
- Casimiro Hurtado
- José Jaspe
- José María Lado
- Luis Martínez
- Manuel París
- Nicolás D. Perchicot
- Julio Peña
- José Portes
- José Prada
- Jacinto Quincoces
- Fernando Rey
- Santiago Rivero
- Joaquín Roa
- Alberto Romea

## Premis
El 8 d'octubre de 1945 la pel·lícula va aconseguir un premi econòmic de 250.000 ptes, als premis del Sindicat Nacional de l'Espectacle de 1945.